# Salielichtmot
De salielichtmot (Anania verbascalis) is een vlinder uit de familie grasmotten (Crambidae). De wetenschappelijke naam van de soort werd, als Pyralis verbascalis, voor het eerst geldig gepubliceerd in 1775 door Michael Denis en Ignaz Schiffermüller. Het epitheton verwijst naar een van de waardplanten (Verbascum thapsus). De spanwijdte van de vlinder bedraagt tussen de 22 en 26 millimeter. De soort overwintert als volgroeide rups.

## Synoniemen
- Pyralis verbascalis Denis & Schiffermüller, 1775
- Pyralis arcualis Hübner, 1796
- Botys plumbocilialis Snellen, 1890
- Pionea verbascalis f. intunecalis Caradja, 1927
- Pionea verbascalis f. intanecalis Caradja, 1927[1]

## Verspreiding
De soort komt in vrijwel geheel Europa voor met uitzondering van IJsland en Ierland. Verder komt de salielichtmot voor in Marokko, Algerije, Turkije, Israël, Georgië, Armenië, Azerbeidzjan, Siberië, Iran, India (Kerala, Uttarakhand), Nepal, Sri Lanka, China en Japan.

### Voorkomen in Nederland en België
De salielichtmot is in het zuiden van Nederland en in België een vrij schaarse soort. In het noorden van Nederland is de soort vrijwel niet bekend. De soort kent één generatie die vliegt van juni tot augustus.

## Waardplanten
De salielichtmot heeft valse salie (Teucrium scorodonia), echte ballote (Ballota nigra) en koningskaars (Verbascum thapsus) als waardplanten.